# خورشیدگرفتگی ۹ مه ۱۹۴۸
خورشیدگرفتگی ۹ مه ۱۹۴۸ (به انگلیسی: Solar eclipse of May 9, 1948) یک خورشیدگرفتگی از نوع خورشیدگرفتگی حلقه‌ای است. این خورشیدگرفتگی در تاریخ ۹ مه ۱۹۴۸ میلادی (‎۱۹ اردیبهشت ۱۳۲۷ خورشیدی) روی داد که زمان اوج آن، ساعت ۲:۲۶:۰۴ به‌وقت ساعت هماهنگ جهانی بوده‌است.